# محمدعلی شیخ
محمدعلی شیخ شوشتری (زاده ۱۳۰۸ در شوشتر - درگذشته ۲۳ مهر ۱۳۹۶ در تهران) پژوهشگر و استاد گروه فلسفه دانشگاه شهید بهشتی، سیاستمدار ایرانی و نماینده مجلس شورای اسلامی در ادوار پنجم، ششم و هفتم بود.

## زندگی‌نامه و فعالیت‌های سیاسی
محمدعلی شیخ شوشتری فرزند علامه محمدتقی شوشتری و یکی از نوادگان شیخ جعفر شوشتری بود.
وی تحصیلات خود را در حقوق، فلسفه و ادبیات عرب در دانشگاه تهران به پایان رساند و از سال ۱۳۷۵ تا ۱۳۸۷، در سه دوره متوالی نماینده مجلس شورای اسلامی از حوزه انتخابیه شوشتر و گتوند بود. همچنین وی در ادوار ششم و هفتم مجلس شورای اسلامی، رئیس سِنی مجلس بود.
شیخ شوشتری صاحب آثاری در زمینه فلسفه اسلامی، به ویژه فلسفه اشراق و تحقیقاتی دربارهٔ ابن خلدون است.
از پیش از انقلاب اسلامی در دانشگاه ملی ایران (دانشگاه شهید بهشتی) به تدریس مشغول بوده و مؤسس گروه فلسفه دانشگاه آزاد اسلامی واحد تهران شمال نیز است.
او در سال ۱۳۷۴ عنوان استاد نمونه کشوری را به دست آورد.

## مقالات
- ابن رشد، مجله آموزش و پرورش، سال ۱۳۶۴، شماره ۱۹۷ و ۱۹۸
- اصل عصبیت و مقدمه، مجله آموزش و پرورش، شماره ۳۶۹
- ابن خلدون و فلسفه تاریخ و اجتماع، آیینه معرفت، بهار ۱۳۸۸، شماره ۱۸
- سیری منطقی در شناخت اسناد تاریخی اسلام، دانشکده ادبیات و علوم انسانی دانشگاه تهران، شماره ۱۰۵ تا ۱۰۸
- سهل بن عبدالله شوشتری، دانشکده ادبیات و علوم انسانی دانشگاه تهران، شماره ۹۹ و ۱۰۰
- ظهور علم کلام و متکلمین نخستین، شناخت، پاییز و زمستان ۱۳۷۸، شماره ۲۶
- آغاز و انجام زندگانی خواجو، شناخت، تابستان تا زمستان ۱۳۷۰، شماره ۷